# هاوارد ماركس
هاوارد ماركس (بالإنجليزية: Howard Marks)‏ ‏(13 أغسطس 1945 - 10 أبريل 2016) هو تاجر مخدرات ويلزي ثُم تحول لكاتب. قام هاوارد بالعمل على تهريب الحشيش دوليًا بسبعينات القرن العشرون. حيثُ عقد صفقات بملايين الجنيهات الإسترلينية حتى سنة 1988، عندما تم القبض عليه في إسبانيا وتسليمه للولايات المتحدة. حُكم عليه بالسجن لمدة 25 سنة، تحت حراسة مشددة، لكنه أُفرج عنه بعد 7 سنوات تحت شروط خاصة.
وفي عام 1996 نشر ماركس سيرته الذاتية باسم مستر نايس والتي تم بيع ما يزيد عن مليون نسخة منها، وبعد ذلك تم إنتاج فيلم حمل نفس اسم سيرته الذاتية وفيه جسد دوره صديقه ومواطنه ريس إيفانز من مقاطعة ويلز.

## روابط خارجية
- هاوارد ماركس على موقع IMDb (الإنجليزية)
- هاوارد ماركس على موقع ألو سيني (الفرنسية)
- هاوارد ماركس على موقع ميوزك برينز (الإنجليزية)
- هاوارد ماركس على موقع أول موفي (الإنجليزية)
- هاوارد ماركس على موقع قاعدة بيانات الأفلام السويدية (السويدية)
- هاوارد ماركس على موقع أول ميوزيك (الإنجليزية)
- هاوارد ماركس على موقع أول ميوزيك (الإنجليزية)
- هاوارد ماركس على موقع ديسكوغز (الإنجليزية)
- هاوارد ماركس على موقع قاعدة بيانات الفيلم (الإنجليزية)
- هاوارد ماركس على موقع كينوبويسك (الروسية)